# Cesar Džinmu
Cesar Džinmu (神武天皇 "Džinmu-tenno") je bil po legendi o stvarjenju japonskega rodu prvi japonski cesar. Njegov nastop na oblast je tradicionalno postavljen v leto 660 pr. n. št. Po japonski mitologiji je potomec sončne boginje Amaterasu preko njenega vnuka Ninigija, pa tudi nevihtnega boga Susano'oja. Iz Hjuge blizu Notranjega morja je sprožil vojaško ekspedicijo, da bi si podredil provinco Jamato in jo uveljavil kot svoj center moči. 11. februar je na Japonskem državni praznik dan ustanovitve Japonske v spomin na njegovo kronanje.

## Ime in titula
Džinmu je omenjen kot prvi japonski cesar v dveh najstarejših japonskih kronikah, Kodžikiju (712) in Nihon Šokiju (721); v slednjemu sta navedeni letnici vladavine Džinmuja med leti 660-585 pr. n. št. V času cesarja Kanmuja (737-806) je šolar Omi no Mifune skoval titulo tenno (天皇 "nebeški vladar") po vzoru kitajskega naziva Tiān-dì (天帝); cesarja pa naj bi prikazovala kot zemeljski kontrapol zvezdi Severnici, stičišču nebesnih kvadrantov. Mnogim cesarjem, tudi Džinmuju, je posthumno dodal danes uporabljana kanonična imena kitajskega izvora. Pred tem časom so bili vladarji znani pod titulo Sumera no mikoto ali Okimi.
Po legendarnih zapisih v Kodžikiju se je cesar rodil 13. februarja 711 pr. n. št. (na prvi dan prvega meseca kitajskega koledarja), umrl pa 9. aprila 585 pr. n. št. (na enajsti dan tretjega meseca). Tako Kodžiki kot Nihon Šoki navajata njegovo pravo ime kot Kamu-jamato Ivare-biko no mikoto (神倭伊波礼琵古命/神日本磐余彦尊). Ivare označuje toponomastično enoto, katere namen ni pojasnjen.
Japonska cesarska hiša je svojo pravico do prestola tradicionalno bazirala na linijskem potomstvu, ki sega v starodobni čas mitov in ki je povezano z božanskim.  

## Legenda
V japonski mitologiji je epoha bogov obdobje pred Džinmujevim nastopom na prestol. Zgodbe o njegovem življenju, kot jih opisujeta najstarejši ohranjeni kroniki, so pogosto uporabili za prepis zgodovine in legend mnogih klanov, saj so želeli lastno preteklost povezati z mitologijo legendarnih figur. Primer je povezava zgodb klana Otomo s cesarjem Džinmujem, klana Mononobe s cesarjem Sudžinom in klana Soga s cesarjem Odžinom.
Cesar Džinmu je bil preko očeta Ugajafukiezuja direktni potomec sočnega božanstva Amaterasu. Ta je imela sina, imenovanega Ame no Ošihomimi no Mikoto, preko njega pa vnuka Ninigi-no-Mikota. Vnuka je poslala na japonsko otočje, kjer se je poročil s princeso Konohana-Sakuja. Med njunimi tremi sinovi je bil Hikohohodemi no Mikoto, imenovan tudi Jamasači-hiko, ki se je poročil s princeso Tojotama, hčerko morskega boga Rjudžina. Imela sta sina, imenovanega Hikonagisa Takeugaja Fukiaezu no Mikoto. Fanta sta ob rojstvu zapustila. Vzgajala ga je princesa Tamajori, sestra njegove mame. Ko sta se kasneje poročila, sta imela štiri sinove. Zadnji med njimi je postal cesar Džinmu.

### Selitev
Džinmujev brat Takačiho je bil glede na kronike rojen na jugu Kjušuja v današnji prefekturi Mijazaki. Pod vodstvom starejšega brata Icuse no Mikota so se selili na vzhod preko Notranjega morja Seto, da bi našli bolj primerno lokacijo za vodenje celotne države. Ob prihodu v Ninivo (današnja Osaka) so naleteli na poglavarja Nanasunehika ("dolgonogega moža"), ki je ubil Icuseja v bitki. Džinmu je spoznal, da so izgubili, ker so se borili proti vzhodu, kjer prebiva sonce. Ukazal je premik na polotok Ki'i, od koder bi se borili proti zahodu. Dosegli so Kumano in si kasneje pod vodstvom trinogega vrana Jatagarasuja prisvojili še Jamato. V Jamatu je živel Nigihajahi no Mikoto, ki je tudi trdil, da je potomec bogov. Ko je spoznal Džinmuja, je sprejel legitimnost njegove zapuščine. Od tega trenutka dalje je rečeno, da je Džinmu zasedel prestol.
Ko se je cesar Džinmu nekega dne vzpenjal po gori blizu Nare, da bi si ogledal notranje morje Seto, je pripomnil, da ga spominja na srčno obliko, ki jo ustvarita kačja pastirja med parjenjem (arh. 秋津 "akicu"). Komar mu je potem želel popiti kri, a ker je bil cesar poosebljen bog (現御神 "akicumikami"), mu je na pomoč priskočil kačji pastir in komarja ubil. Japonska je s tem dobila svoje klasično ime "Otočje kačjega pastirja" (秋津島 "akicušima").
Cesar je umrl pri 126 letih in bil posmrtno imenovan Džinmu, "božanska moč" ali "bog-bojevnik". Ni dvoma, da je ime kitajskega izvora in budistično po implikaciji, kar nakazuje, da je bilo pridano stoletja kasneje. Na splošno verjamejo, da je bilo njegovo ime in lik razvit v času, ko so bile v Kodžiki zapisane legende o dinastiji Jamato. 
Po virih, ki so še starejši od Kodžikija in Nihon Šokija, poznamo tudi drugačno zgodbo o cesarski liniji. Džinmujevo dinastijo naj bi zamenjala dinastija cesarja Odžina, njegovo pa dinastija cesarja Kejtaja. V Kodžikiju in Nihon Šokiju so biletri mitične dinastije nato združene v en dolgi rod cesarjev.
Džinmujev tradicionalni grob je blizu Unebijame v Kašihari.

## Sodobno čaščenje
Čaščenje cesarja Džinmuja je bila osrednja komponenta kulta cesarstva po obnovi Meidži. 11. februar je postal leta 1873 državni praznik kigensecu (dan cesarstva) kot komemoracija Džinmujeve zasedbe cesarskega prestola. Po drugi svetovni vojni so praznik kritizirali, saj je bil trdno povezan s cesarskim sistemom. Šele leta 1966 so ga ponovno uveljavili kot dan ustanovitve Japonske.
Med leti 1873 in 1945 je cesarski odposlanec vsako leto dostavil daritve na Džimujev grob. Leta 1890 so v bližini kraja, kjer naj bi Džinmu zasedel prestol, posvetili svetišče Kašihara. Pred in med drugo svetovno vojno so kot del ekspanzionistične propagande pogosto porabljali slogan hakko ičiu ("ves svet pod eno streho"), ki ga je po pasažu v Nihon Šokiju skoval Čigaku Tanaka, japonski budistični ultranacionalist. Mnogi mediji so izrek pripisovali cesarju Džinmuju, a je zgolj izhajal iz dela kronike o cesarju. Leta 1940 so kot del praznovanja 2.600 letne obletnice zasedbe prestola v Mijazakiju zgradili Stolp miru. Istega leto so po Japonski postavili več spomenikov v spomin na ključne dogodke v cesarjevem življenju.
1. ↑  Honchō Kōin Shōunroku — 1426.